# アルヴァレスサウルス科
アルヴァレスサウルス科 (学名: Alvarezsauridae) は、小型のマニラプトル類に属し、前期白亜紀から後期白亜紀まで生息した恐竜の一群である。かつては鳥類の分類群と考えられていたが、鳥類との類似性は収斂進化に起因するものとされている。

## 特徴

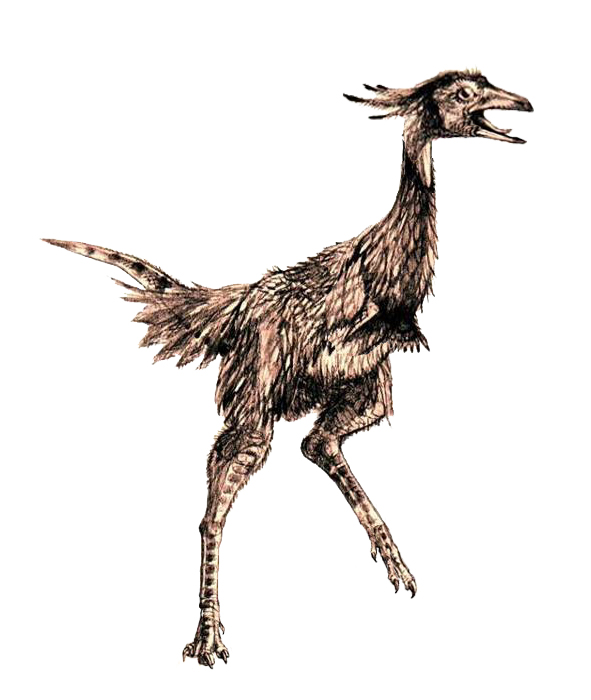
モノニクス

管状の吻部を持ち、内部には細かい歯が多数並んでいる。眼窩の後縁を形成する骨の梁は不完全であり、これは鳥類と共通する。頸部は細長い。前肢は太く短いが、強力な筋肉が付着しており、また太い鉤爪を持つ1本の機能指が存在する。機能指以外の指は進化の過程を経るにつれて徐々に減少したとされる。この前肢は、シロアリのような動物の巣を破壊し、そうした獲物を捕食することに長けていたとする見解がある。
恥骨は後側に向き、また下端は広がらない。後肢と足は細長く、素早い逃走によって捕食者から逃れたと推測される。他の恐竜にはなく真鳥類しか持たない竜骨突起を胸骨に持つことで知られ、これはアルヴァレスサウルス科が鳥類と誤認された理由でもある。

## 分類
アルヴァレスサウルス科は南アメリカ大陸を起源とし、北アメリカ大陸を介してアジアへ分布を拡大したと推測されている。南アメリカの属にはアルヴァレスサウルスやパタゴニクス、北アメリカの属にはアルバートニクス、アジアの属にはシュヴウイアやヤキュリニクスが知られる。
- アルヴァレスサウルス科 Alvarezsauridae
  - アキレサウルス Achillesaurus
  - アルバートニクス Albertonykus
  - アルヴァレスサウルス Alvarezsaurus
  - ハプロケイルス Haplocheirus
  - バンニクス Bannykus
  - シユニクス Xiyunykus 
  - パタゴニクス亜科
    - パタゴニクス Patagonykus 
    - ボナルパテニクス Bonapartenykus

  - モノニクス亜科
    - ヘプタステオルニス Heptasteornis
    - モノニクス Mononykus
    - パルヴィカーソル Parvicursor
    - シュヴウイア Shuvuuia
    - リンヘニクス Linhenykus
    - ケラトニクス Ceratonykus[5]
    - キウパニクス Qiupanykus
    - ネメグトニクス Nemegtonykus

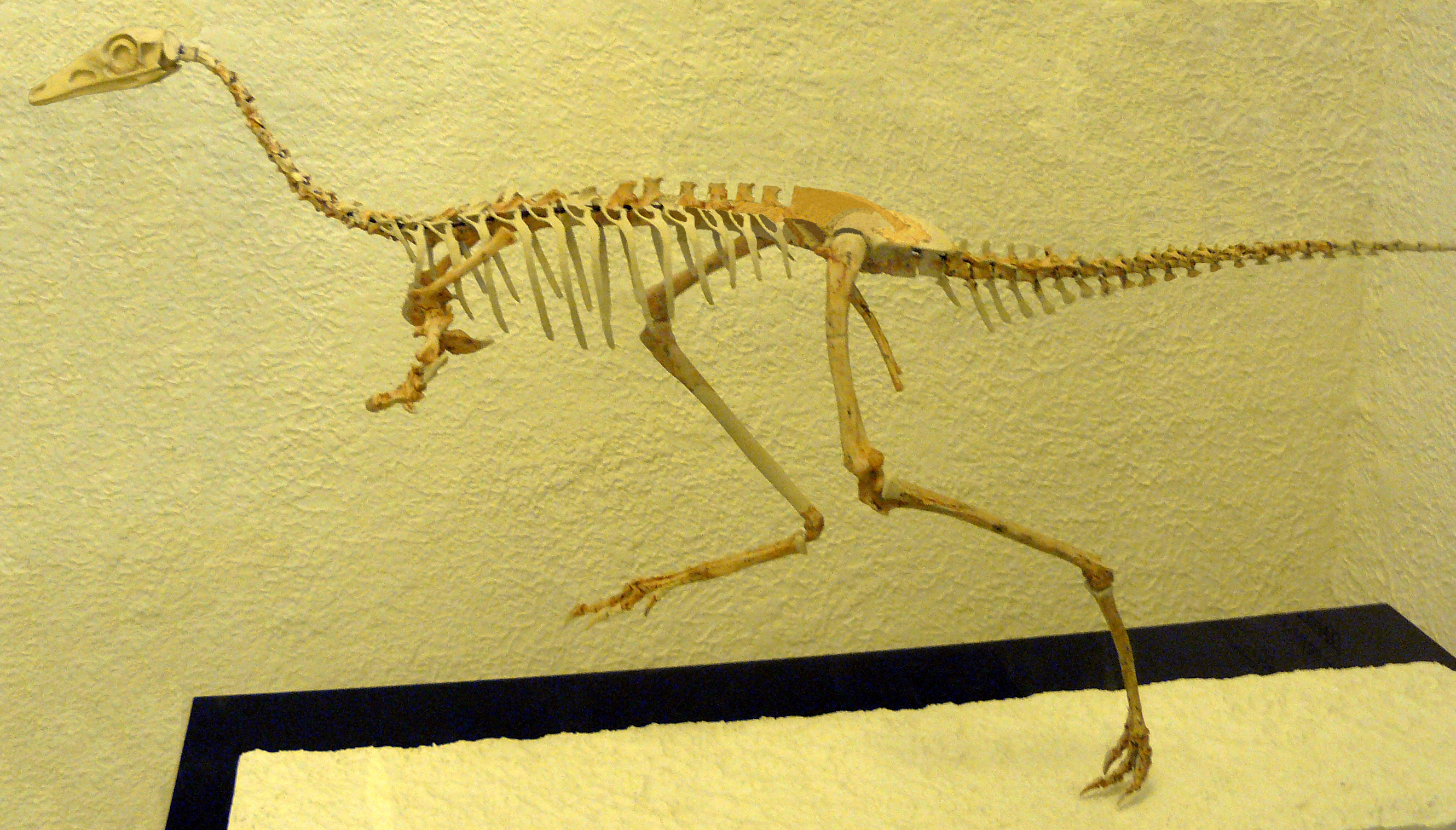
モノニクス骨格